# NGC 1078
NGC 1078 est une petite galaxie lenticulaire relativement éloignée et située dans la constellation de la Baleine. NGC 1078 a été découverte par l'astronome américain Frank Müller en 1886.

## Caractéristiques
Sa vitesse par rapport au fond diffus cosmologique est de 8 577 ± 47 km/s, ce qui correspond à une distance de Hubble de 126,5 ± 8,9 Mpc (∼413 millions d'al).
À ce jour, une mesure non basée sur le décalage vers le rouge (redshift) donne une distance d'environ 127,000 Mpc (∼414 millions d'al). Cette valeur est à l'intérieur des valeurs de la distance de Hubble.